# ویرجینیا (ایلینوی)
ویرجینیا، ایلینوی (به انگلیسی: Virginia, Illinois) یک شهر در ایالات متحده آمریکا با جمعیت ۱٬۶۱۱ نفر است که در ایلی‌نوی واقع شده‌است.

## موقعیت جغرافیایی
موقعیت جغرافیایی شهرها و مناطق اطراف به شرح زیر است: